# 桔红糕
桔红糕（kiat-hông-ko）是闽南地区的中式糕点，以金桔加入米糕中，兼具风味同时也有一定营养价值。

## 制作方法
原料配方有糕粉、白砂糖、金桔、薯粉等。